# Real Madrid Baloncesto 2015-2016
Questa voce raccoglie le informazioni riguardanti il Real Madrid Baloncesto nelle competizioni ufficiali della stagione 2015-2016.

## Stagione
La stagione 2015-2016 del Real Madrid Baloncesto è la 60ª nel massimo campionato spagnolo di pallacanestro, la Liga ACB.

## Roster
Aggiornato al 14 luglio 2019.
| Real Madrid 2015-16 | Real Madrid 2015-16 |
| Giocatori           | Staff tecnico       |
| ------------------- | ------------------- |

| N. | Naz.                                            | Ruolo | Nome                  | Anno | Alt.   | Peso   |  |
| -- | ----------------------------------------------- | ----- | --------------------- | ---- | ------ | ------ |  |
| 3  | Stati Uniti (bandiera)                          | G     | K.C. Rivers           | 1987 | 196 cm | 97 kg  |  |
| 4  | Senegal (bandiera)                              | AG    | Maurice Ndour         | 1992 | 206 cm | 91 kg  |  |
| 5  | Spagna (bandiera)                               | GA    | Rudy Fernández        | 1985 | 196 cm | 83 kg  |  |
| 6  | Argentina (bandiera) · Italia (bandiera)        | AG    | Andrés Nocioni        | 1979 | 203 cm | 102 kg |  |
| 7  | Slovenia (bandiera) · Spagna (bandiera)         | P     | Luka Dončić           | 1999 | 199 cm | 94 kg  |  |
| 8  | Lituania (bandiera)                             | AP    | Jonas Mačiulis        | 1985 | 198 cm | 102 kg |  |
| 9  | Spagna (bandiera)                               | AG    | Felipe Reyes (C)      | 1980 | 204 cm | 104 kg |  |
| 11 | Spagna (bandiera)                               | P     | Daniel de la Rúa      | 1997 | 181 cm |        |  |
| 12 | Senegal (bandiera) · Spagna (bandiera)          | C     | Samba Ndiaye          | 1998 | 202 cm | 103 kg |  |
| 13 | Spagna (bandiera)                               | P     | Sergio Rodríguez      | 1986 | 191 cm | 80 kg  |  |
| 14 | Messico (bandiera)                              | C     | Gustavo Ayón          | 1985 | 208 cm | 113 kg |  |
| 17 | Montenegro (bandiera) · Spagna (bandiera)       | AG    | Dino Radončić         | 1999 | 202 cm | 102 kg |  |
| 20 | Stati Uniti (bandiera) · Azerbaigian (bandiera) | G     | Jaycee Carroll        | 1983 | 188 cm | 81 kg  |  |
| 22 | Brasile (bandiera) · Spagna (bandiera)          | C     | Augusto Lima          | 1991 | 208 cm | 118 kg |  |
| 23 | Spagna (bandiera)                               | G     | Sergio Llull          | 1987 | 190 cm | 94 kg  |  |
| 33 | Stati Uniti (bandiera)                          | C     | Trey Thompkins        | 1990 | 208 cm | 111 kg |  |
| 41 | Spagna (bandiera)                               | C     | Guillermo Hernangómez | 1994 | 209 cm | 113 kg |  |
| 44 | Svezia (bandiera)                               | AP    | Jeff Taylor           | 1989 | 201 cm | 102 kg |  |

| Allenatore                                                                                              |
| - Pablo Laso                                                                                            |
| Assistente/i                                                                                            |
| - Isidoro Calín - Chus Mateo - Paco Redondo Legenda - (C) Capitano - (IN) Inattivo - Infortunato Roster |

## Mercato

### Sessione estiva
| Acquisti | Acquisti              | Acquisti          | Acquisti      | Acquisti |
| R.a      | Nome                  | da                | Modalità      |          |
| -------- | --------------------- | ----------------- | ------------- | -------- |
| AP       | Jeff Taylor           | Charlotte Hornets | definitivo    |          |
| C        | Trey Thompkins        | Nižnij Novgorod   | definitivo    |          |
| C        | Guillermo Hernangómez | Siviglia          | fine prestito |          |
| AG       | Álex Suárez           | Joventut Badalona | definitivo    |          |

| Cessioni | Cessioni           | Cessioni         | Cessioni       | Cessioni |
| R.       | Nome               | a                | Modalità       |          |
| -------- | ------------------ | ---------------- | -------------- | -------- |
| AP       | Santiago Yusta     | Obradoiro        | fine contratto |          |
| C        | Iōannīs Mpourousīs | Saski Baskonia   | fine contratto |          |
| G        | K.C. Rivers        | Bayern Monaco    | fine contratto |          |
| C        | Salah Mejri        | Dallas Mavericks | fine contratto |          |
| P        | Facundo Campazzo   | Murcia           | prestito       |          |
| AC       | Marcus Slaughter   | Darüşşafaka      | rescissione    |          |
| AG       | Álex Suárez        | Bilbao Berri     | prestito       |          |

### Dopo l'inizio della stagione
| Acquisti | Acquisti                 | Acquisti      | Acquisti         | Acquisti   |
| R.       | Nome                     | da            | Data             | Modalità   |
| -------- | ------------------------ | ------------- | ---------------- | ---------- |
| AG       | Maurice Ndour            | Free agent    | 5 dicembre 2015  | definitivo |
| G        | K.C. Rivers              | Bayern Monaco | 23 dicembre 2015 | definitivo |
| AC       | Augusto César Lima Brito | Murcia        | 25 gennaio 2016  | definitivo |

| Cessioni | Cessioni | Cessioni | Cessioni | Cessioni |
| R.       | Nome     | a        | Data     | Modalità |
| -------- | -------- | -------- | -------- | -------- |